# Henry Acland
Henry Wentworth Dyke Acland, 1.º Baronete, KCB (Killerton, Exeter, 23 de agosto de 1815 — Oxford, 16 de outubro de 1900) foi um médico e educador inglês.

## Biografia
Henry Acland era o quarto filho de Sir Thomas Acland e Lydia Elizabeth Hoare. Educado no Harrow College e em Christ Church, foi eleito membro do All Souls College, Oxford, em 1840, e depois estudou Medicina em Londres e Edimburgo. Voltando a Oxford, foi nomeado Lee's Reader em anatomia na Christ Church em 1845, e em 1851, bibliotecário e médico Radcliffe no Radcliffe Infirmary.
Sete anos mais tarde tornou-se professor régio de medicina, cargo que manteve até 1894. Foi também curador das galerias da universidade e da Biblioteca Bodleiana, e de 1858 até 1887, representou sua universidade no General Medical Council, no qual serviu como presidente de 1874 até 1887. Recebeu o título de Baronete em 1890, e dez anos depois morreu em sua casa em Oxford. Tornou-se membro da Royal Society em 1847.
Acland teve um papel preponderante na revitalização da escola médica de Oxford e na introdução do estudo da ciência natural na universidade. Como Lee's Reader, começou a formar uma coleção de preparos anatômicos e fisiológicos com a ajuda do cirurgião John Hunter, e a fundação do Museu de História Natural da Universidade de Oxford, inaugurado em 1861, como um centro para a promoção do estudo da ciência, especialmente em relação à medicina, foi em grande parte devido aos seus esforços. "Para Henry Acland", disse o seu amigo, John Ruskin, "a fisiologia foi encarregada de um evangelho do qual ele era o pregador solitário para os pagãos", mas por outro lado a sua completa formação clássica evitou que em Oxford houvesse uma separação muito abrupta as ciências exatas e as humanas. Em conjunto com Dean Liddell, revolucionou o estudo da Arte e da Arqueologia, para que o cultivo destas disciplinas, para as quais, como Ruskin declarou, ninguém havia se importado em Oxford anteriormente, começou a florescer na universidade.
Acland também interessou-se por questões ligadas à saúde pública. Participou da comissão real sobre a legislação sanitária na Inglaterra e País de Gales em 1869, e publicou um estudo do surto de cólera em Oxford, em 1854, juntamente com vários panfletos sobre questões sanitárias. Suas memórias sobre a topografia da Trôade, com o plano panorâmico (1839), estava entre os frutos de um cruzeiro que fez no Mediterrâneo por causa de sua saúde.
Seu filho, o coronel Alfred Dyke Acland casou com Beatrice Danvers Smith, filha do político William Henry Smith, em 30 de julho de 1885 e ganhou o posto de tenente-coronel em 1910 à serviço do Royal 1st Devon Yeomanry (Territorial Army). Seu outro filho, Theodore Dyke Acland casou com a filha de Sir William Gull, líder dos profissionais de medicina de Londres e um dos médicos particulares da Rainha Vitória.
O antigo Hospital Acland, em Banbury Road, Oxford (agora parte do Keble College) foi fundado em memória da esposa de Acland, Sarah.

## Casamento e filhos
Casou-se com Sarah Cotton, filha de William Cotton e Sarah Lane, em 14 de julho de 1846. Tiveram sete filhos e uma filha:
- Almirante Sir William Alison Dyke Acland, 2º Baronete (1847-1924)
- Sarah Angelina Acland (1849-1930)
- Henry Dyke Acland (1850-1936)
- Theodore Dyke Acland (1851-1931), o pai de Theodore Acland (1890-1960)
- Herbert Dyke Acland (1855-1877)
- Sir Reginald Brodie Dyke Acland (1856-1924)
- Francis Edward Dyke Acland (1857-1943)
- Alfred Dyke Acland (1858-1937)

Sua filha, Sarah Acland, posteriormente viveu em Park Town, Oxford e foi uma das pioneiras da fotografia colorida. Algumas de suas fotografias estão na coleção do Museu da História da Ciência, em Broad Street, Oxford, em frente à casa da família.